# Amandus von Lérins
Der heilige Amandus von Lérins (französisch Amand, lateinisch auch Amatius, † um 708) war Abt in der Abtei Notre-Dame de Lérins (lat. Abbatia B.M.V. de Lerina) auf der Insel Saint-Honorat, einer der Îles de Lérins an der Côte d’Azur in der Nähe von Cannes. Seit dem 5. Jahrhundert lebt dort eine monastische Gemeinschaft.

## Leben
Amandus wurde 676 Nachfolger von Aigulf von Lérins als Abt, nachdem dieser mit 33 seiner Anhänger von den anderen Mönchen wegen seiner Strenge in die Verbannung geschickt worden war. Amandus konnte dank seiner Klugheit und seiner Frömmigkeit wieder Ruhe ins Kloster bringen und führte es zur alten Blüte zurück.
Er starb eines natürlichen Todes.
Sein Gedenktag ist der 18. November.